# Kanton Bastia-1
Kanton Bastia-1 (francouzsky Canton de Bastia-1) je francouzský kanton v departementu Haute-Corse v regionu Korsika. Je tvořen částí města Bastia.